# Chrono Champenois
La Chrono Champenois (en español: Contrarreloj Champañés) es una carrera ciclista contrarreloj francesa masculina, que en conjunto con su homóloga femenina denominada como Chrono Champenois-Trophée Européen se disputa en Bétheny (departamento del Marne) a mediados del mes de septiembre (las dos el mismo día).
La femenina fue la primera en crearse en 1989 con el nombre oficial de Chrono Champenois-Trophée Européen, aunque no empezó a ser profesional hasta 1997, por ello la mayoría de sus ganadores han sido francesas, dentro la categoría 1.9.2 (última categoría del profesionalismo) renombrándose esa categoría en 2005 por la 1.1 manteniendo la carrera dicho estatus.
La masculina (oficialmente: Chrono Champenois Masculin International), creada en 1998, comenzó también siendo amateur y ya a partir de la creación de los Circuitos Continentales UCI en 2005 forma parte del UCI Europe Tour dentro de la categoría 1.2 (última categoría del profesionalismo).
Las dos disputan en un trazado de 33,4 km.
Está organizada por Betheny Sport Organization.

## Palmarés
| Año                       | Ganador               | Segundo              | Tercero              |
| ------------------------- | --------------------- | -------------------- | -------------------- |
| ediciones amateur         |                       |                      |                      |
| 1998                      | László Bodrogi        | Frédéric Finot       | Stéphane Celle       |
| 1999                      | Linas Balčiūnas       | David Derepas        | Peter Schep          |
| 2000 edición no realizada |                       |                      |                      |
| 2001                      | Steve Fogen           | Guillaume Canet      | Xavier Pache         |
| 2002                      | Tomas Vaitkus         | Olivier Kaisen       | Francesco Rivera     |
| 2003                      | Émilien-Benoît Bergès | Romain Genter        | Dominique Rollin     |
| 2004                      | Andrei Kunitski       | Florian Morizot      | Jeff Sherstobitoff   |
| ediciones profesionales   |                       |                      |                      |
| 2005                      | Mathieu Heijboer      | Stef Clement         | Alberto Kunz         |
| 2006                      | Matti Helminen        | Aleksandr Bespálov   | Peter Latham         |
| 2007                      | Cameron Wurf          | Mateusz Taciak       | Michael Tronborg     |
| 2008                      | Adriano Malori        | Andreas Henig        | Matti Helminen       |
| 2009                      | Adriano Malori        | Westley Gough        | David McCann         |
| 2010                      | Rasmus Quaade         | Matti Helminen       | Luke Durbridge       |
| 2011                      | Luke Durbridge        | Rasmus Quaade        | Antón Vorobiov       |
| 2012                      | Rohan Dennis          | Serguéi Chernetski   | Rasmus Quaade        |
| 2013                      | Campbell Flakemore    | Damien Howson        | Stefan Küng          |
| 2014                      | Rasmus Quaade         | Reidar Borgersen     | Campbell Flakemore   |
| 2015                      | Filippo Ganna         | Vegard Stake Laengen | Davide Martinelli    |
| 2016                      | Daniel Westmattelmann | Reidar Borgersen     | Nathan Van Hooydonck |
| 2017 edición no realizada |                       |                      |                      |
| 2018                      | Martin Toft Madsen    | Mikkel Bjerg         | Hamish Bond          |
| 2019                      | Mikkel Bjerg          | Justin Wolf          | Martin Toft Madsen   |

## Palmarés por países
| País         | Victorias |
| ------------ | --------- |
| Australia    | 4         |
| Dinamarca    | 4         |
| Italia       | 3         |
| Lituania     | 2         |
| Luxemburgo   | 1         |
| Francia      | 1         |
| Bielorrusia  | 1         |
| Países Bajos | 1         |
| Finlandia    | 1         |
| Hungría      | 1         |
| Alemania     | 1         |